# Nea (Sängerin)
Nea (* 17. September 1987 in Südafrika, bürgerlich Anna Linnea Södahl) ist eine schwedische Sängerin und Songwriterin.

## Leben und Wirken
Nea wurde in Südafrika geboren, wo ihre Eltern gegen das Apartheid-System arbeiteten. Später wuchs sie im schwedischen Alingsås auf.
Als Songwriterin hat Nea Lieder für Sängerinnen und Sänger wie Zara Larsson, Tove Styrke, Tinie Tempah und Axwell geschrieben. Ihre Lieder wurden bisher über eine Milliarde Mal auf Spotify gestreamt.
Am 22. Dezember 2019 wurde Nea mit den Liedern Some Say und Fira jul med mig (gesungen von Linnea Henriksson) auf Platz eins als Sängerin und auf Platz drei als Liedtexterin auf Svensktoppen gesetzt. Am 21. August 2020 erschien mit No Therapy ein Gastbeitrag von Nea, bei dem sie zusammen mit dem britischen Soulsänger Bryn Christopher den deutschen DJ Felix Jaehn unterstützt.

## Diskografie

### EPs
- 2020: Some Say

### Singles
- 2019: Some Say (Original: Eiffel 65 – Blue (Da Ba Dee))
- 2020: Dedicated
- 2020: TG4M

### Gastbeiträge
- 2019: This City (Sam Fischer feat. NEA)
- 2020: No Therapy (Felix Jaehn feat. NEA & Bryn Christopher)
- 2021: Heard About Me (Felix Jaehn feat. Dimitri Vegas & Like Mike & NEA; #7 der deutschen Single-Trend-Charts 2. Juli 2021[8])

## Auszeichnungen für Musikverkäufe
| Goldene Schallplatte - Brasilien - 2024: für die Single No Therapy - Italien - 2020: für die Single Some Say - Mexiko - 2022: für die Single Some Say - Portugal - 2021: für die Single Some Say Platin-Schallplatte - Belgien - 2020: für die Single Some Say - Kanada - 2022: für die Single Some Say - Polen - 2021: für die Single No Therapy - Spanien - 2022: für die Single Some Say | 2× Platin-Schallplatte - Australien - 2021: für die Single Some Say - Dänemark - 2022: für die Single Some Say 3× Platin-Schallplatte - Polen - 2020: für die Single Some Say Diamantene Schallplatte - Frankreich - 2020: für die Single Some Say |

Anmerkung: Auszeichnungen in Ländern aus den Charttabellen bzw. Chartboxen sind in ebendiesen zu finden.
| Land/RegionAuszeichnungen für Musikverkäufe (Land/Region, Auszeichnungen, Verkäufe, Quellen) | Silber  | Gold     | Platin       | Diamant  | Verkäufe | Quellen             |
| -------------------------------------------------------------------------------------------- | ------- | -------- | ------------ | -------- | -------- | ------------------- |
| Australien (ARIA)                                                                            | —       | —        | 2× Platin2   | —        | 140.000  | aria.com.au         |
| Belgien (BRMA)                                                                               | —       | —        | Platin1      | —        | 40.000   | ultratop.be         |
| Brasilien (PMB)                                                                              | —       | Gold1    | —            | —        | 20.000   | pro-musicabr.org.br |
| Dänemark (IFPI)                                                                              | —       | —        | 2× Platin2   | —        | 180.000  | ifpi.dk             |
| Deutschland (BVMI)                                                                           | —       | 2× Gold2 | Platin1      | —        | 800.000  | musikindustrie.de   |
| Frankreich (SNEP)                                                                            | —       | —        | —            | Diamant1 | 333.333  | snepmusique.com     |
| Italien (FIMI)                                                                               | —       | Gold1    | —            | —        | 35.000   | fimi.it             |
| Kanada (MC)                                                                                  | —       | —        | Platin1      | —        | 80.000   | musiccanada.com     |
| Mexiko (AMPROFON)                                                                            | —       | Gold1    | —            | —        | 30.000   | amprofon.com.mx     |
| Österreich (IFPI)                                                                            | —       | Gold1    | 3× Platin3   | —        | 105.000  | ifpi.at             |
| Polen (ZPAV)                                                                                 | —       | —        | 4× Platin4   | —        | 110.000  | olis.pl             |
| Portugal (AFP)                                                                               | —       | Gold1    | —            | —        | 5.000    | Einzelnachweise     |
| Schweiz (IFPI)                                                                               | —       | —        | Platin1      | —        | 20.000   | hitparade.ch        |
| Spanien (Promusicae)                                                                         | —       | —        | Platin1      | —        | 60.000   | elportaldemusica.es |
| Vereinigtes Königreich (BPI)                                                                 | Silber1 | —        | —            | —        | 200.000  | bpi.co.uk           |
| Insgesamt                                                                                    | Silber1 | 7× Gold7 | 16× Platin16 | Diamant1 |          |                     |